# 基里伊夫希納
50°16′22″N 31°5′45″E / 50.27278°N 31.09583°E
基里伊夫什奇納（烏克蘭語：Кириївщина）是位於烏克蘭北部的村莊，由基辅州鲍里斯皮尔区的鲍里斯皮尔市镇負責管轄。該村始建於1926年，面積0.08平方公里，海拔高度105米，2001年人口89，人口密度每平方公里1,171.1人。